# Henry Collett
Pour les articles homonymes, voir Collett.
Sir Henry Collett, né le 6 mars 1836 à Thetford (Norfolk) et mort le 21 décembre 1901, est un militaire et botaniste britannique. Il sert comme officier pour la Compagnie britannique des Indes orientales.

## Biographie
Collett est le quatrième fils de W. Collett, ministre du culte anglican, et de sa seconde épouse Ellen Clarke née Bidwell. Il étudie à la Tonbridge School et au Addiscombe Military Seminary. Il rejoint l'armée du Bengale le 8 juin 1855, atteignant le grade de lieutenant-colonel en 1879. Pendant la Seconde Guerre anglo-afghane (1878-1880), il sert comme quartier-maître général dans l'unité du général Roberts. Il est élevé au grade de colonel en 1884, et fait KCB en 1891. De 1892 à 1893 il dirige le district de Peshawar avec le rang de major-general. Il prend sa retraite de l'armée en 1893.
Collett est un botaniste reconnu, surtout depuis sa prise de service dans la vallée de Kurram en 1878. Il étudie et collecte des plantes d'Afghanistan, d'Algérie, de Birmanie, des Canaries, de Corse, des Indes britanniques, de Java et d'Espagne. Il est fait membre de la Linnean Society of London en 1879. Il est l'un des membres fondateurs de la Société des naturalistes de Simla. À sa mort, il travaillait à l'écriture d'un livre sur la flore de Shimla, publié de manière posthume sous le titre de Flora Simlensis (1902).
Son herbarium est présenté aux jardins botaniques de Kew de Londres, après sa mort. L'espèce Iris collettii est nommée en son honneur en 1909.